# Подоцин

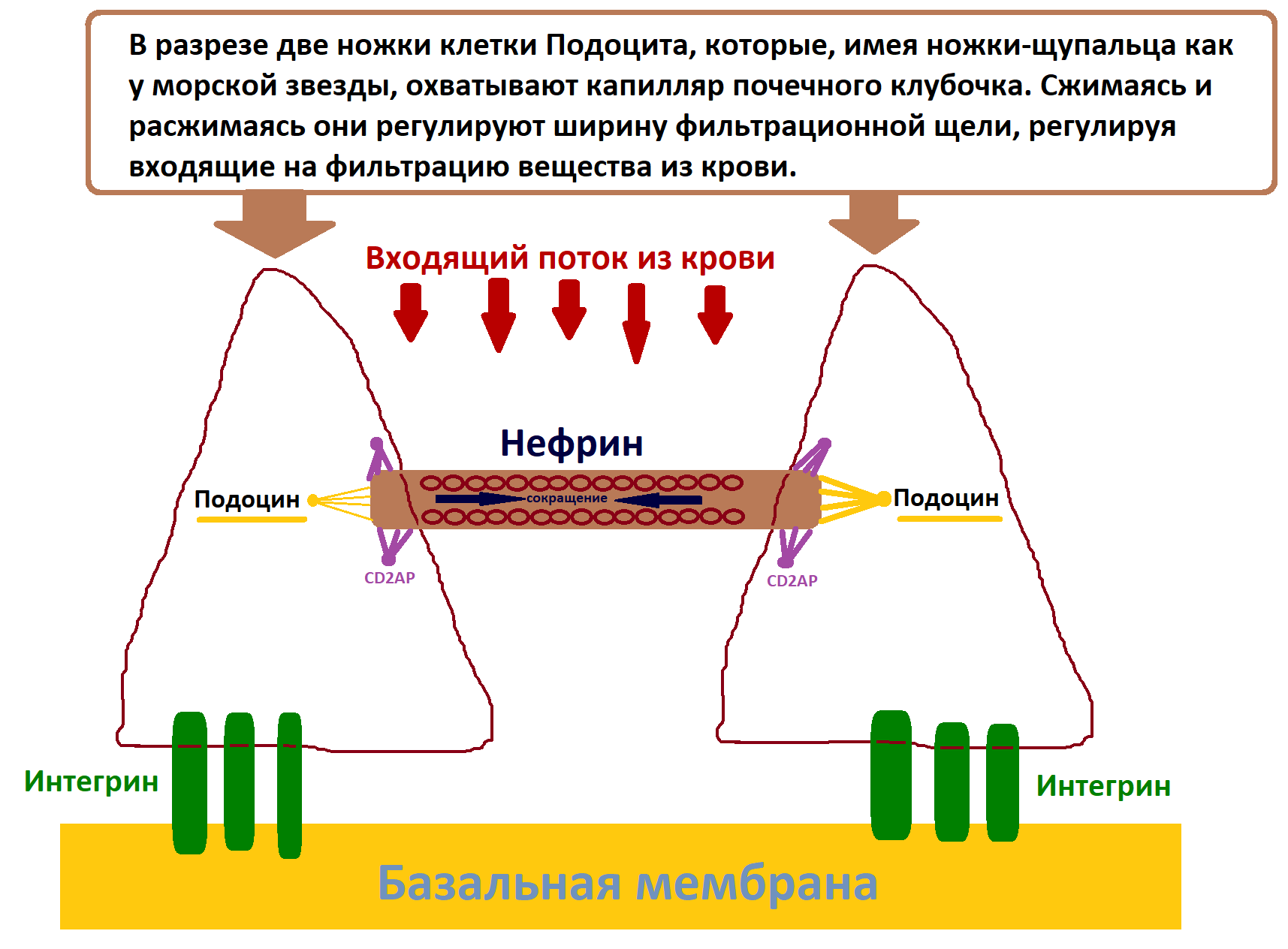
Подоцин прикрепляет Нефрин к ножкам Подоцита

Подоцин — мембранный белок из семейства стоматинов. Вместе с нефрином, CD2AP и другими белками является компонентом фильтрационной щели в подоцитах. Для управления скоростью клубочковой фильтрации подоцит может закрывать или открывать фильтрационную щель, уменьшая или увеличивая площадь поверхности для фильтрации.
Подоцин необходим для нацеливания нефрина на щелевую диафрагму подоцита. Диафрагменный механизм фильтрационной щели подоцита обеспечивает нахождение больших молекул, таких как альбумин и гамма-глобулин, в крови, не давая им проникнуть в фильтрат, который будет преобразован в мочу. При этом вода, глюкоза и растворимые соли из-за меньшего размера, чем белки, могут проходить через фильтрационную щель.
Подоцин кодируется геном NPHS2, состоящим из восьми экзонов и расположенным на хромосоме 1q25-q31.